# Open All Hours
Open All Hours är en brittisk komediserie som sändes mellan 1976 och 1985. Serien fick en uppföljare kallad Still Open All Hours
2013 med David Jason i huvudrollen.

## Rollista i urval
- Ronnie Barker – Albert Arkwright
- David Jason – Granville
- Lynda Baron – Gladys Emmanuel
- Kathy Staff – Mrs Blewett (säsong 1-2)
- Maggie Ollerenshaw – Mavis (säsong 2-3)
- Barbara Flynn – The Milk Woman (säsong 2-4)
- Stephanie Cole – Mrs Featherstone (säsong 3-4)